# Loer

Valk, zittend op een loer

Een loer is een instrument om jachtvalken of andere jachtvogels mee te lokken. Het is niet meer dan een stuk touw met een stuk leer en daarop een stukje vlees.
Door de loer rond te draaien wordt de aandacht van de valk getrokken. Hij denkt dat het prooi is zodat hij er zich op stort, waarna de valkenier hem kan pakken.
Vandaar het spreekwoord: iemand een loer draaien, in de betekenis: iemand voor de gek houden.
Het gezegde op de loer liggen heeft een andere oorsprong. Hier is loer afgeleid van het werkwoord loeren, gericht kijken.